# Maesa kamerunensis
Espèce
Maesa kamerunensis Mez  est une espèce de plantes à fleurs de la famille des Primulaceae et du genre Maesa, selon la classification phylogénétique. 